# HNLMS De Zeven Provinciën (C802)
Pour les articles homonymes, voir BAP Almirante Grau.
Pour les autres navires du même nom, voir HNLMS De Zeven Provinciën.
Le HNLMS De Zeven Provinciën est un croiseur léger, navire de tête de sa classe construit pour la Marine royale néerlandaise. La construction débute en 1939, mais est interrompue par la Seconde Guerre mondiale, étant mis en service qu'en 1953 avec le numéro d'identification C802. Il servit dans la Marine néerlandaise jusqu'en 1976 jusqu'à son achat par le Pérou qui le renomme Aguirre. Il servit dans la Marine péruvienne jusqu'en 1999 et fut démoli en 2000.

## Historique

### Service dans la Marine royale néerlandaise
Sa construction débute en 1939 avec le nom de Kijkduin, mais est interrompue par la Seconde Guerre mondiale. Il fut rebaptisé Eendracht en 1940 et De Ruyter en 1945. Son navire jumeau est lancé en 1944 avec le nom De Zeven Provinciën, mais les navires échangent leurs noms définitifs en 1950. Mis en service dans la Marine néerlandaise en 1953, il participa avec navire jumeau à plusieurs exercices de l'OTAN, servant souvent de navire amiral dans différentes forces navales. Entre 1962 et 1964, le De Zeven Provinciën vit ses deux tourelles arrière remplacées par un système lance-missile RIM-2 Terrier. Il fut retiré du service en 1975 ; remplacé par une frégate de classe Tromp (en). Le croiseur est vendu au Pérou en août 1976.

### Service dans la Marine péruvienne
Avant d'être transféré dans l'océan Pacifique, la société Rotterdamse Droogdok Maatschappij (en) (RDM) entreprend un important programme de reconstruction dans son chantier naval de Rotterdam. Les modifications comprennent le retrait de son système RIM-2 Terrier et l'installation d'un hangar fixe et d'un poste de pilotage. Les travaux s'achèvent le 31 octobre 1977 et le navire est mis en service le 24 février 1978 à la base navale néerlandaise de Den Helder. Renommé BAP Aguirre le 24 février 1978, en l'honneur du Commandant péruvien Elías Aguirre, il atteint son nouveau port d'attache de Callao le 17 mai 1978.
L'Aguirre participé à de nombreux exercices, y compris les manœuvres multinationales UNITAS. Du 7 août 1986 au 15 février 1988, alors que le BAP Almirante Grau subit un important remaniement aux Pays-Bas, l'Aguirre fut temporairement rebaptisée Almirante Grau et désigné navire amiral de la flotte. Dans les années 1990, les systèmes du navire commençaient à être désuets, mais le manque de fonds empêcha toute amélioration majeure. Le navire fut finalement déclassé le 21 mars 1999 et démoli en 2000.